# Gonghe Shuiku (reservoar i Kina, Heilongjiang)
Gonghe Shuiku (kinesiska: 共和水库) är en reservoar i Kina. Den ligger i provinsen Heilongjiang, i den nordöstra delen av landet, omkring 300 kilometer öster om provinshuvudstaden Harbin. Gonghe Shuiku ligger 140 meter över havet. Arean är 2,1 kvadratkilometer. Trakten runt Gonghe Shuiku består till största delen av jordbruksmark. Den sträcker sig 2,3 kilometer i nord-sydlig riktning, och 1,9 kilometer i öst-västlig riktning.
Genomsnittlig årsnederbörd är 793 millimeter. Den regnigaste månaden är juli, med i genomsnitt 164 mm nederbörd, och den torraste är januari, med 5 mm nederbörd.